# Когурса

Когурса (южноселькупск. Ко́гурца) — река в России, протекает в Томской области. Устье реки находится в 14 км по правому берегу Безымянной протоки реки Обь, в трёх километрах к северу от села Нарым. Длина реки составляет 85 км, площадь водосборного бассейна 334 км².

## Данные водного реестра
По данным государственного водного реестра России относится к Верхнеобскому бассейновому округу, водохозяйственный участок реки — Обь от впадения реки Кеть до впадения реки Васюган, речной подбассейн реки — Кеть. Речной бассейн реки — (Верхняя) Обь до впадения Иртыша.